# Pavón (Santa Fé)
Pavón é uma comuna da província de Santa Fé, na Argentina.